# Museumplein
Museumplein (in italiano: Piazza del museo) è uno spazio pubblico che si trova nel quartiere Museumkwartier del distretto di Amsterdam-Zuid ad Amsterdam e sul quale si affacciano tre importanti musei: il Rijksmuseum, il Van Gogh Museum e lo Stedelijk Museum, oltre alla sala concerti Concertgebouw.
L'area era originariamente una zona di prati paludosi in cui sorgeva una fabbrica di candele. Dopo il completamento del Rijksmuseum nel 1885 si iniziò la costruzione della piazza su un progetto di Pierre Cuypers, celebre architetto del museo. Successivamente il Museumplein è stato ricostruito nel 1999 su un progetto dell'architetto paesaggista Sven-Ingvar Andersson e comprende parcheggi sotterranei e un supermercato sotterraneo. In inverno, lo stagno che si trova sulla piazza può essere trasformato in un'area artificiale per permettere il pattinaggio su ghiaccio.
Lo spazio è inoltre usato per eventi di massa come festival, manifestazioni e celebrazioni come quella che si è tenuta nel 2010 per omaggiare la nazionale di calcio olandese arrivata in finale ai Mondiali del Sudafrica, in cui il dj Armin Van Buuren ha suonato con i Swedish House Mafia.
Nella piazza, di fronte al Rijksmuseum, si trovava anche il cartello "I amsterdam" rimosso il 4 dicembre 2018 per volere del Consiglio Comunale.

## Edifici vicini
- Concertgebouw
- Stedelijk Museum
- Van Gogh Museum
- Museo del diamante
- Coster Diamonds
- Rijksmuseum